# I’m Glad
I’m Glad (engl. für: „Ich bin froh“) ist ein Lied der US-amerikanischen Sängerin Jennifer Lopez. Es erschien 2002 auf ihrem dritten Musikalbum This Is Me... Then und wurde am 16. Juni 2003 als dritte Single des Albums veröffentlicht. Das Lied konnte nicht an die Erfolge der Vorgänger anknüpfen und erreichte nur Platz 32 der amerikanischen Billboard Hot 100. Durch Remixversionen von Paul Oakenfold, Lawrence Fordyce und Murk wurde der Song in den Vereinigten Staaten ein Club-Hit und erreichte dort Platz vier der Dance-Charts. Das Lied samplet Schoolly Ds Lied P.S.K. What Does It Mean? aus dem Jahre 1986.

## Musikvideo
Die Regie zum Musikvideo führte David LaChapelle. Die Choreographie von Jeffrey Hornaday wurde aus dessen Arbeit zum Film Flashdance aus dem Jahre 1983 adaptiert. Im Musikvideo trägt Lopez ein ähnliches Outfit wie die Hauptdarstellerin Jennifer Beals im Film, der das Leben der Arbeiterin und Tänzerin Maureen Marder zur Vorlage hatte. Nach den Dreharbeiten zum Musikvideo erklärte Lopez, dass es eines der aufwändigsten Musikvideos in ihrer Karriere sei. Das Musikvideo wurde bei den MTV Video Music Awards 2003 in vier Kategorien nominiert: „bestes weibliches Musikvideo“, „bestes Tanzmusikvideo“, „beste Choreografie“ und „beste künstlerische Leitung“.
Die Nachahmung von Szenen aus Flashdance veranlassten Maureen Marder im November 2003 dazu, Lopez, Sony Corporation und Paramount Pictures anzuklagen mit der Begründung, die Übernahme der Szenen aus dem Film sei mit dem Copyright unvereinbar und unautorisiert. Es kam zu keinen Gerichtsverfahren. Im Juni 2006 wurde die Klage wegen Urheberrechtsverletzung zurückgezogen.

## Titelliste
CD 1
1. I’m Glad – 3:42
2. I’m Glad (Paul Oakenfold Perfecto Remix) – 5:49
3. I’m Glad (Lawrence Fordyces Siren Club Mix) – 5:30
4. All I Have (Ignorants Mix featuring LL Cool J) – 4:02

CD 2
1. I’m Glad – 3:42
2. I’m Glad (J-Lo Vs. Who Da Funk Main Mix) – 7:21
3. I’m Glad (Murk Miami Mix) – 8:00
4. I’m Glad (Musikvideo)

## Kommerzieller Erfolg

### Chartplatzierungen
| ChartsChartplatzierungen       | Höchstplatzierung | Wochen |
| ------------------------------ | ----------------- | ------ |
| Deutschland (GfK)              | 44 (6 Wo.)        | 6      |
| Österreich (Ö3)                | 50 (9 Wo.)        | 9      |
| Schweiz (IFPI)                 | 21 (12 Wo.)       | 12     |
| Vereinigte Staaten (Billboard) | 32 (16 Wo.)       | 16     |
| Vereinigtes Königreich (OCC)   | 11 (14 Wo.)       | 14     |

### Auszeichnungen für Musikverkäufe
| Land/Region       | Auszeichnungen für Musikverkäufe (Land/Region, Auszeichnung, Verkäufe) | Verkäufe |
| ----------------- | ---------------------------------------------------------------------- | -------- |
| Australien (ARIA) | Gold                                                                   | 35.000   |
| Insgesamt         | 1× Gold ·                                                              | 35.000   |

Hauptartikel: Jennifer Lopez/Auszeichnungen für Musikverkäufe